# ستول ذا شو
ستول ذا شو (Stole The Show) هي أغنية دي جي النرويجي كايغو وأداء صوتي المغني الأمريكي بارسون جيمس (بالإنجليزية: Parson james)‏.تم إصدار الأغنية في 23 مارس 2015.